# Teatro Nacional de Bucarest
El Teatro Nacional de Bucarest, oficialmente Teatro Nacional Ion Luca Caragiale (en rumano: Teatrul Naţional "Ion Luca Caragiale" din București), es uno de los teatros nacionales de Rumanía, situado en su capital, Bucarest.

## Fundación
Fue fundado como el Teatrul cel Mare din București (literalmente, «Gran Teatro de Bucarest») en 1852, y su primer director fue Costache Caragiale. Se convirtió en una institución nacional en 1864 mediante un decreto del primer ministro Mihail Kogălniceanu, y fue llamado oficialmente Teatro Nacional en 1875; actualmente es administrado por el Ministerio de Cultura de Rumanía.
En abril de 1836, la Societatea Filarmonica —una sociedad cultural fundada por Ion Heliade-Rădulescu e Ion Câmpineanu— compró la Posada Câmpinencii para construir un teatro nacional en su parcela, y empezó a recaudar dinero y materiales con este objetivo. En 1840, la Obşteasca Adunare (la rama legislativa creada de acuerdo con el Regulamentul Organic aprobado por el Imperio ruso) presentó a Alexandru II Ghica, el príncipe de Valaquia, un proyecto para construir un teatro nacional con el apoyo del Estado. Esta propuesta fue aprobada el 4 de junio de 1840. El príncipe Gheorghe Bibescu adoptó la idea de fundar el teatro y escogió una nueva ubicación, en la parcela de la antigua Posada Filaret. Había varias razones para decantarse por esta ubicación: era céntrica, situada justo en el centro del Podul Mogoşoaiei (la actual Calea Victoriei); y el terremoto de 1838 había dañado la posada de forma irreparable, por lo cual tenía que ser demolida.

## Antiguo edificio

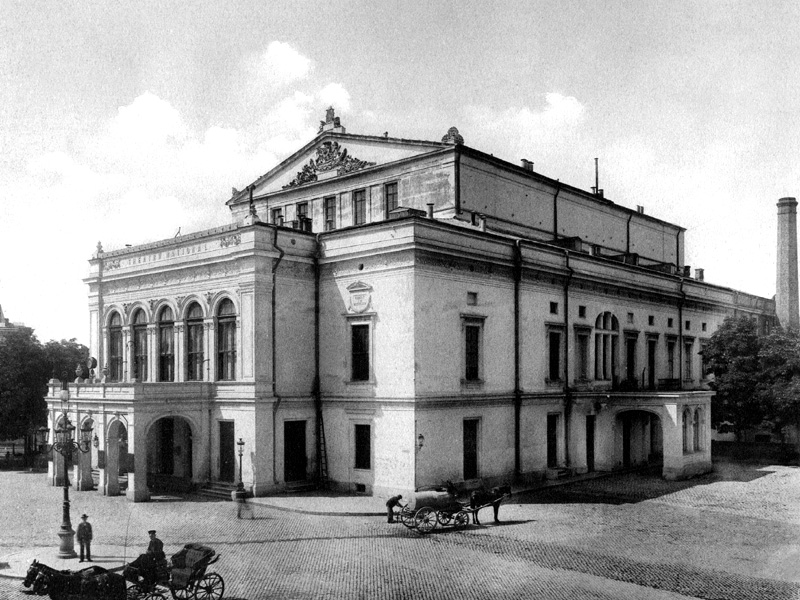
El antiguo edificio del Teatro Nacional en 1901–1904.

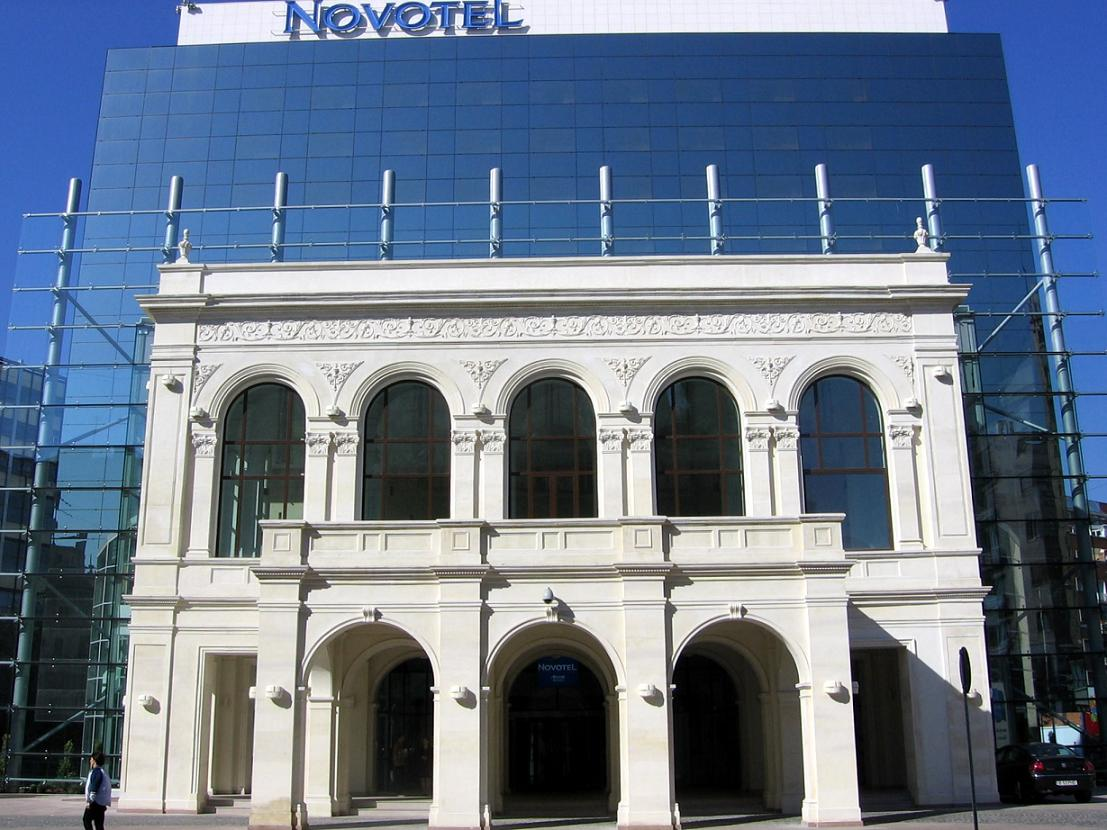
La fachada delantera del Novotel Bucarest, en la Calea Victoriei, replica el exterior del antiguo Teatro Nacional Rumano aproximadamente en su ubicación original.

El informe del 13 de agosto de 1843 de la comisión encargada de la construcción del teatro determinó que su construcción costaría 20 300 florines (moneda de oro estándar), de los cuales solo había disponibles 13 000. En 1846, una nueva comisión contrató al arquitecto vienés A. Hefft, que presentó un proyecto aceptable.
La construcción se inició en 1848, pero fue interrumpida en junio por la Revolución de Valaquia. En agosto de 1849, después de que el príncipe Barbu Dimitrie Ştirbei asumiera el poder, ordenó que se completara la construcción.
El teatro fue inaugurado el 31 de diciembre de 1852 con la obra Zoe sau Amantul împrumutat, descrita en los periódicos de la época como un «vodevil con canciones». El edificio fue construido en estilo barroco, con 338 asientos en el patio de butacas, tres niveles de palcos, un vestíbulo lujoso con escaleras de mármol de Carrara y una gran galería en la que los estudiantes podían asistir gratis a las representaciones. Durante sus dos primeros años, el teatro fue iluminado con lámparas de sebo, pero a partir de 1854 pasó a usar lámparas de aceite de colza; más tarde, estas fueron sustituidas por luces de gas y posteriormente por luces eléctricas. En 1875, momento en el que su nombre fue cambiado a Teatrul Naţional, su director era el escritor Alexandru Odobescu.
El histórico teatro de la Calea Victoriei —que actualmente aparece en los billetes de cien leus— fue destruido durante el bombardeo de Bucarest por la Luftwaffe el 24 de agosto de 1944.

## El teatro moderno
El actual Teatro Nacional está situado aproximadamente a medio kilómetro de su antigua ubicación, justo al sur del Hotel Intercontinental en la Piața Universității, y ha estado en uso desde 1973. El edificio fue renovado profundamente entre 2012 y 2014.

## Actividad del teatro
Actualmente, el Teatro Nacional de Bucarest presenta sus actuaciones en siete auditorios: la Sala Ion Caramitru (940 asientos), la Sala Pequeña (130-150 asientos), la Sala Estudio (424-594 asientos), la Sala Taller (200 asientos), la Sala de Pintura (230 asientos), la Sala Multimedia (200 asientos) y el Anfiteatro o terraza exterior (299 asientos).
A lo largo de sus más de ciento cincuenta años de existencia, el Teatro Nacional de Bucarest ha representado en su escenario muchas de las obras más significativas del teatro universal. Ha tenido actuaciones exitosas tanto dentro como fuera del país, en Francia, Alemania, Austria, Yugoslavia, Italia, Inglaterra, España, Portugal, Grecia, Brasil, etc.